# پرت اند ویتنی پی‌دابلیو۱۰۰۰جی
پرت اند ویتنی پی‌دابلیو۱۰۰۰جی (به انگلیسی: Pratt & Whitney PW1000G) یک موتور هواگرد ساخت کارخانهٔ پرت اند ویتنی در کشور ایالات متحده آمریکا است . 